# Phyllodytes luteolus
Espèce
Synonymes
- Hyla luteola Wied-Neuwied, 1824
- Lophyohyla piperata Miranda-Ribeiro, 1923

Statut de conservation UICN

 LC  : Préoccupation mineure
Phyllodytes luteolus est une espèce d'amphibiens de la famille des Hylidae.

## Répartition
Cette espèce est endémique du Brésil. Elle se rencontre du niveau de la mer jusqu'à 650 m d'altitude dans la forêt atlantique des États du Paraíba, du Pernambouc, d'Alagoas, du Sergipe, de Bahia, d'Espírito Santo, du Minas Gerais et de Rio de Janeiro.

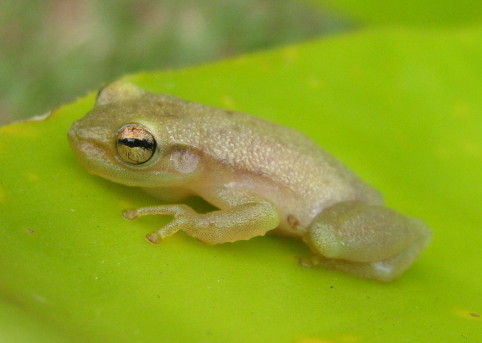
Phyllodytes luteolus

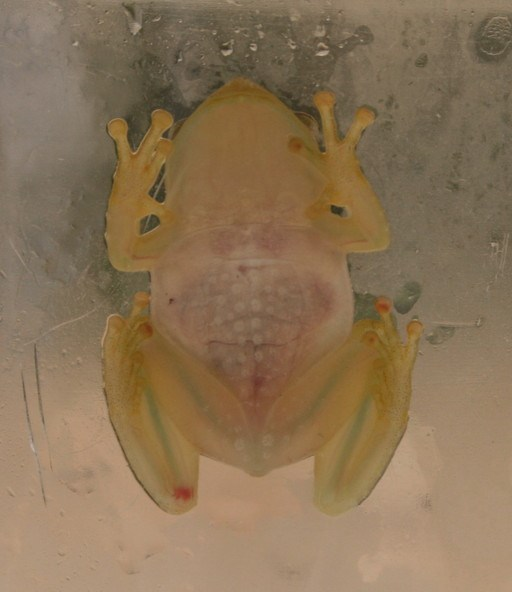
Phyllodytes luteolus vue ventrale

## Publication originale
- Wied-Neuwied, 1825 "1824" : Abbildungen zur Naturgeschichte von Brasilien, (texte intégral).